# شهرستان ووووف
شهرستان ووووف (به لهستانی: Powiat Wołów) یک شهرستان در لهستان است که در استان سیلزی سفلی واقع شده‌است. شهرستان ووووف ۶۷۵ کیلومتر مربع مساحت و ۴۷٬۴۴۵ نفر جمعیت دارد.